# Teatro Académico Gil Vicente
Das Teatro Académico Gil Vicente (TAGV) ist ein Theater in der portugiesischen Universitätsstadt Coimbra.

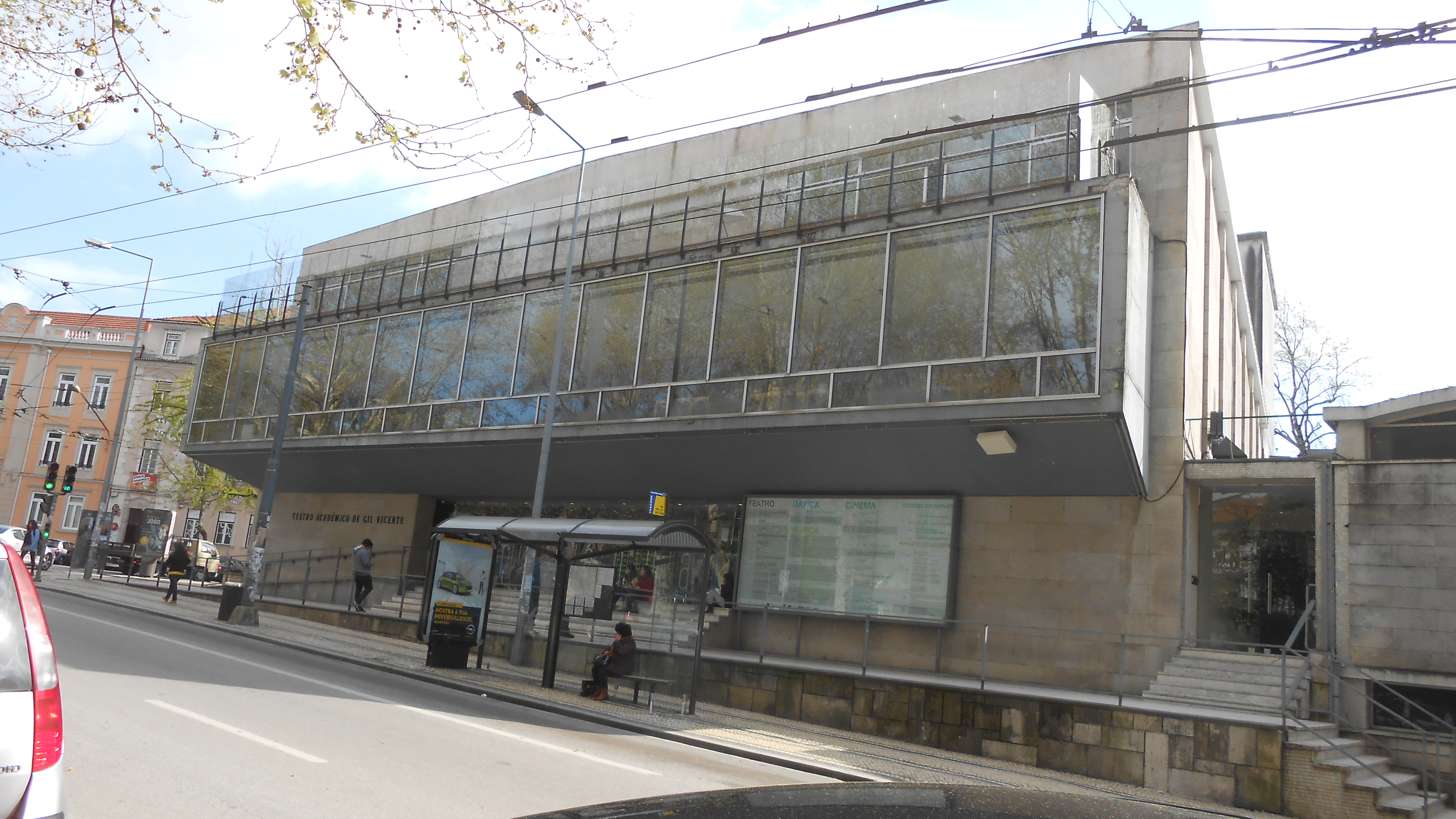
Blick von der Avenida Sá da Bandeira auf das Theatergebäude

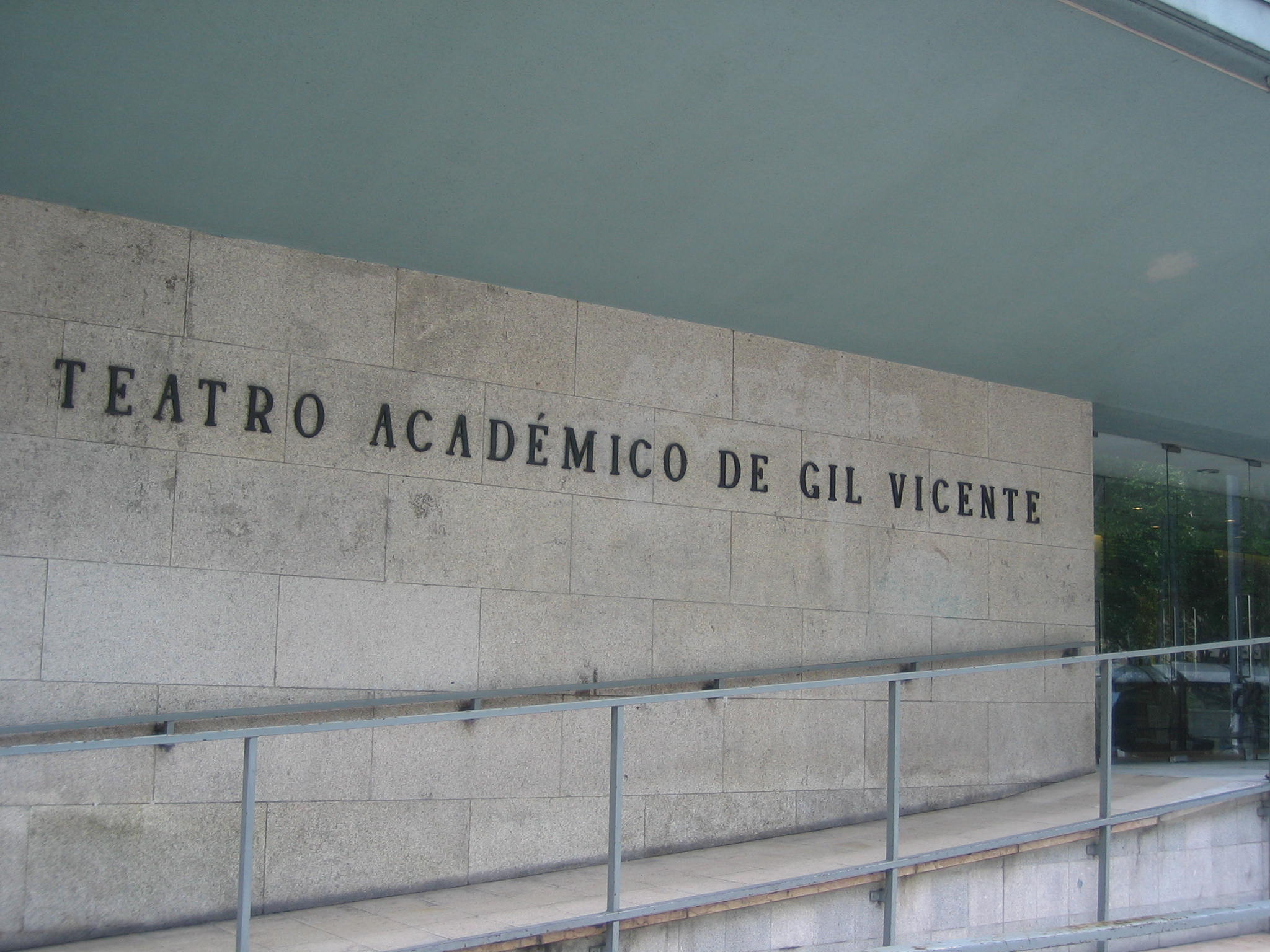
Eingangsbereich des Theaters

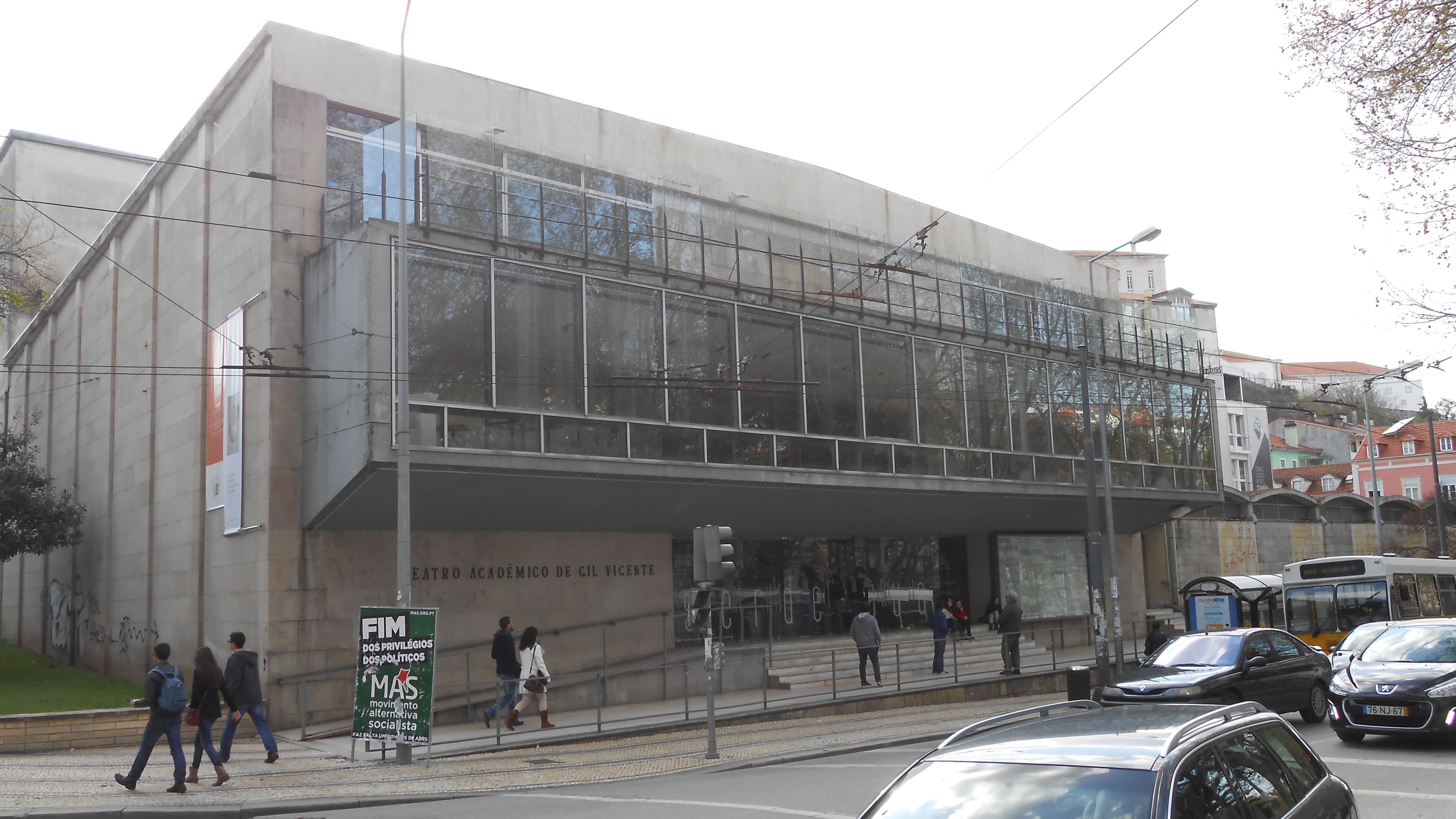
Blick von der Praça da República auf das Theater

## Geschichte
Es wurde von 1956 bis 1961 erbaut, nach Plänen der Architekten Alberto José Pessoa und João Abel Manta. 1961 wurde es eröffnet, als Teatro Gil Vicente. 1993 wurde es nach Renovierungsarbeiten wiedereröffnet, und erhielt 1994 seinen heutigen Namen. Seit der Gründung der Kulturstiftung der Universität Coimbra, der Fundação Cultural da Universidade de Coimbra, im Jahr 2007, gehörte das TAGV zu ihr.
Es wurde benannt nach Gil Vicente (1465–1536), dem Begründer des portugiesischen Theaters.

## Programm und Räumlichkeiten
Zentral an der Praça da República gelegen, halten direkt vor dem Eingang einige Linien des Oberleitungsbus Coimbra. Das TAGV gehört zu den bedeutendsten Kulturzentren der Stadt. Zu seinem Angebot gehören Theater- und Tanz-Aufführungen, Konzerte, und Filmvorführungen. Jedes Jahr findet hier das einzige Filmfestival des Landes statt, das sich ausschließlich dem Portugiesischen Film widmet, die Caminhos do Cinema Português. Das Haus pflegt zudem internationale Kooperationen, sowohl bei Theaterprojekten als auch seinen anderen Aktivitäten, auch im Ausland. Ein internationales Jazzfestival wird hier ebenfalls veranstaltet.
Neben seinem Hauptsaal, dem Auditório mit 773 Sitzplätzen, verfügt das TAGV noch über ein Studio, das Café Teatro mit 100 Plätzen, das mit Foyer und Eingangsbereich auf 300 Plätze erweiterbar ist. Auch Gastronomie mit Außenterrasse und ein Ausstellungsraum sind vorhanden.